# Pallacanestro Olimpia Milano 1971-1972
Questa voce raccoglie le informazioni riguardanti la Pallacanestro Olimpia Milano nelle competizioni ufficiali della stagione 1971-1972.

## Verdetti stagionali
Competizioni nazionali
- Serie A 1971-1972: 1ª classificata su 12 squadre  Campione d'Italia (19º titolo)
- Coppa Italia 1972: Vincitrice  (1º titolo)

Competizioni internazionali
- Coppa delle Coppe 1971-1972: Vincitrice (2º titolo)

## Stagione
L’Olimpia, sponsorizzata Simmenthal e guidata da Cesare Rubuni termina il Campionato a pari punti con la Ignis Varese, si rende così necessario uno spareggio che si tiene a Roma il 4 aprile 1972 e che vede i milanesi vincere per 64 a 60 aggiudicandosi lo scudetto.
I Milanesi disputano la Coppa delle Coppe da detentori. Accedono automaticamente ai gironi di quarti di finale da dove si qualificano alle semifinali quali secondi del loro girone. In semifinale trovano come avversaria Napoli che viene sconfitta in trasferta 85 a 69 mentre nel ritorno a Milano la vittoria dei Campani 76 a 83 non è sufficiente per impedire la qualificazione all’Olimpia.
Il 21 marzo 1972, a Salonicco, i milanesi affrontano gli jugoslavi della Stella Rossa di Belgrado vincendo la partita per 74 a 70 conquistando per la 2ª volta il trofeo.
In Coppa Italia elimina al primo turno l’Athletic Genova, nei quarti vince il suo girone di concentramento disputato a Caserta approdando alle Final Four di Torino dove in semifinale supera i concittadini della Mobilquattro ed in finale, il 1 giugno 1972 l’Ignis di Varese, conquistando per la prima volta il trofeo.

## Roster
- Giorgio Giomo
- Giulio Iellini
- Renzo Bariviera
- Art Kenney
- Massimo Masini [7]
- Paolo Bianchi
- Giuseppe Brumatti
- Mauro Cerioni
- Ferrari
- Doriano Iacuzzo
- Sergio Borlenghi